# チェザーナ・トリネーゼ
チェザーナ・トリネーゼ（伊: Cesana Torinese）は、イタリア共和国ピエモンテ州トリノ県にある、人口約1,000人の基礎自治体（コムーネ）。
2006年トリノオリンピックではバイアスロン、女子アルペン、ボブスレー、リュージュ、スケルトンの会場となった。

## 地理

### 位置・広がり

#### 隣接コムーネ
隣接するコムーネは以下の通り。FR-05はフランスのオート＝アルプ県所属を示す。
- Abriès (FR-05)
- Cervières (FR-05)
- クラヴィエーレ
- Montgenèvre (FR-05)
- Névache (FR-05)
- ウルクス
- サウゼ・ディ・チェザーナ
- セストリエーレ

## 行政

### 分離集落
チェザーナ・トリネーゼには、以下の分離集落（フラツィオーネ）がある。
- Bousson, Champlas Seguin, Désèrtes, Fénils, Mollières, Pra Claud, Rhuilles, San Sicario Alto, San Sicario Borgo, Solomiac, Thures